# 定鼎门街道
定鼎门街道，是中华人民共和国河南省洛陽市洛龙区下辖的一个乡镇级行政单位。
原称安乐路街道，2018年更名为定鼎门街道。

## 行政区划
定鼎门街道下辖以下地区：
安东社区和安南社区。